# Ремець (Біхор)
Ремець, Ремеці (рум. Remeți) — село у повіті Біхор в Румунії. Входить до складу комуни Булз.
Село розташоване на відстані 378 км на північний захід від Бухареста, 61 км на південний схід від Ораді, 72 км на захід від Клуж-Напоки.

## Населення
За даними перепису населення 2002 року у селі проживали 903 особи, з них 896 осіб (99,2%) румунів. Рідною мовою 899 осіб (99,6%) назвали румунську.